# 凱賴凱吉哈佐

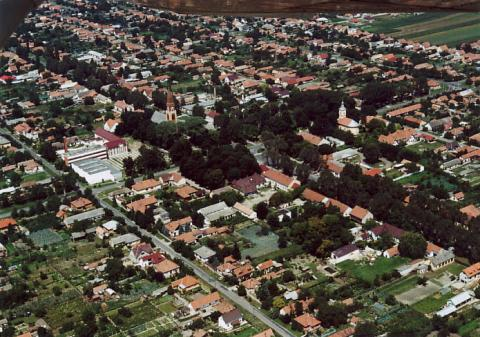

凱賴凱吉哈佐是匈牙利的城鎮，位於該國南部，由巴奇-基什孔州負責管轄，面積81.28平方公里，2011年人口6,327，其中約八成居民信奉天主教。

## 外部連結
- Kerekegyháza City（页面存档备份，存于）

46°56′N 19°29′E / 46.933°N 19.483°E